# Harris's List of Covent Garden Ladies

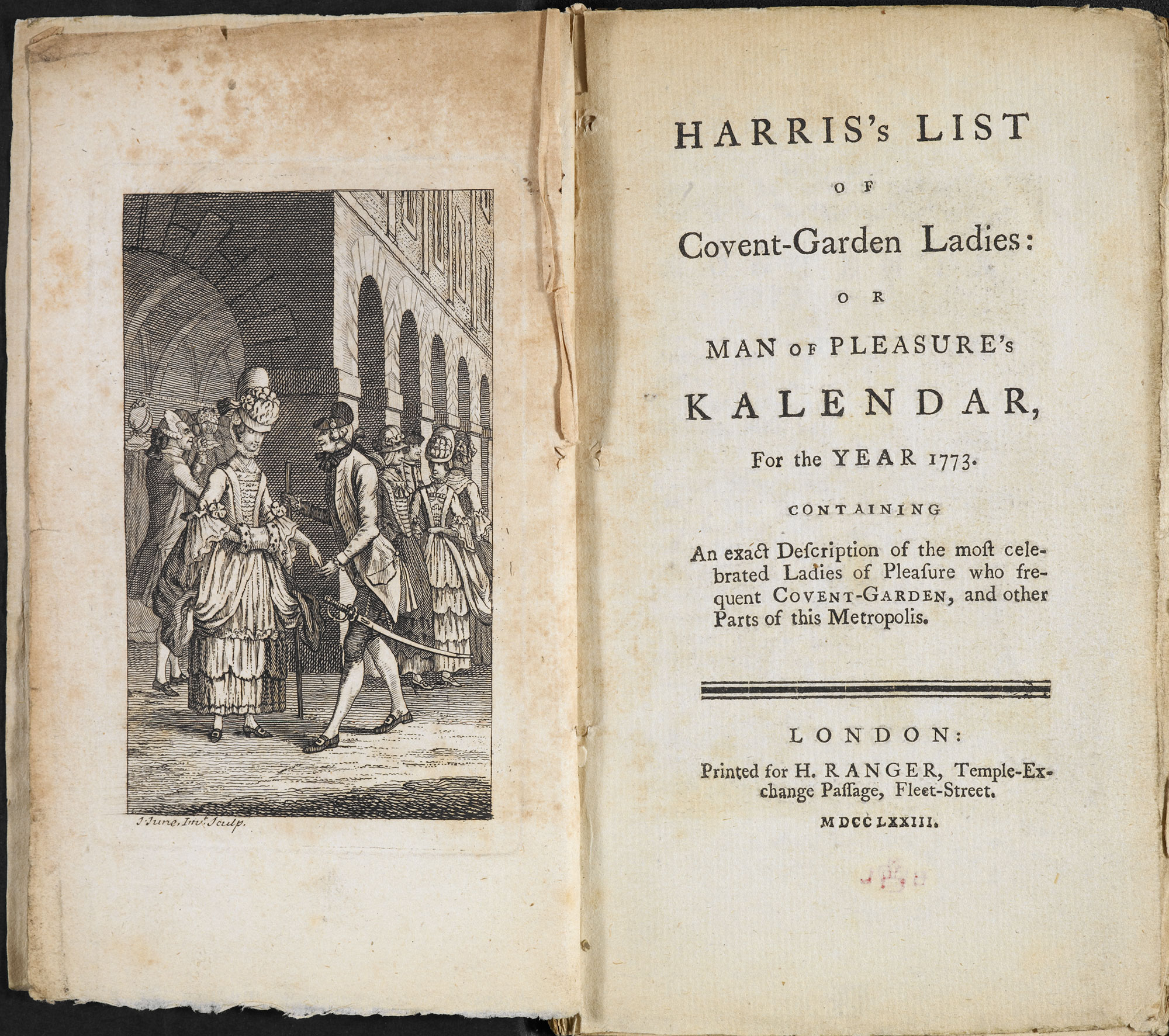
Harris's List of Covent Garden Ladies, 1773.

Harris's List of Covent Garden Ladies var en handbok över Londons prostituerade som gavs ut mellan 1757 och 1795. Den listade enskilda prostituerade verksamma i London, och beskrev deras utseende och tjänster för presumtiva kunder.
Handboken gavs ut i ett litet format och cirkulerade år 1791 i cirka 8 000 exemplar. De prostituerade beskrivs i ett slags recensioner, och kunde få både positiva och negativa omdömen. Författarna är okända, men Samuel Derrick tros ha författat den åtminstone fram till 1769. Den utgavs anonymt under pseudonymen H. Ranger. Handboken stoppades 1795, sedan dess utgivare hade fängslats i ett samhällsklimat som blivit alltmer negativt inställt till prostitution.
I Sverige är Peter Wessmans lista över prostituerade och kopplare i Stockholm från år 1786, Samling af wisor, poesier och artiga anecdoter, den närmaste motsvarigheten.